# Polina Zilberman
Polina Zilberman (* 8. August 1969) ist eine moldauische Schachspielerin und -trainerin. Seit November 2002 trägt sie den Titel Internationaler Meister der Frauen (WIM). Sie war Frauenreferentin des Badischen Schachverbands und ist seit 1991 ausgebildete Schachtrainerin.
Bis 1997, vor ihrem Umzug nach Deutschland, spielte Polina Zilberman viele Turniere in Bukarest. Bei der offenen deutschen Frauenmeisterschaft 2002 in Bad Brückenau wurde sie Vierte. Sie wurde 2006 in Pfalzgrafenweiler badische Blitz- und Schnellschachmeisterin der Frauen. Die deutsche Einzelmeisterschaft der Frauen gewann sie 2009 in Hockenheim.
Vereinsschach spielte sie für die FTG Frankfurt. In der 1. Frauenbundesliga spielte sie in den Saisons 2005/06 und 2006/07 für den SV Walldorf. Bis Saison 2010/11 spielte sie für den SK Heidelberg-Handschuhsheim, bei dem sie auch Jugendtraining durchführte. Ab Saison 2012/13 spielt sie für die Schachfreunde Rot 71. Beim SC Makkabi Heidelberg war sie passives Mitglied und Trainerin. Ländermannschaftsmeisterschaften spielt sie für die Auswahl des Badischen Schachverbands, welche 2007 die Meisterschaft gewann. Auch ihre Tochter spielte Schach.